# Gregory de Vink
Gregory de Vink,, né le 6 juillet 1998 à Somerset West et mort le 4 septembre 2020 en Afrique du Sud, est un coureur cycliste sud-africain.

## Biographie
Chez les juniors (moins de 19 ans), Gregory de Vink se distingue en devenant double champion d'Afrique en 2015, dans la course en ligne et le contre-la-montre. Il est également champion d'Afrique du Sud du contre-la-montre en 2015 et 2016. 
En 2017, il participe à quelques compétitions en Belgique chez Vérandas Willems-Crabbé-CC Chevigny. En 2018, il intègre le Vélo Club La Pomme Marseille, club français de division nationale 3. Bon grimpeur, il termine troisième du Tour de Maurice. Il monte par ailleurs à deux reprises sur le podium du championnat d'Afrique du Sud du contre-la-montre espoirs. 
Il meurt le 4 septembre 2020 après un accident de moto en Afrique du Sud. Le 6 septembre 2020, le Vélo Club La Pomme Marseille lui rend hommage en respectant une minute de silence lors de la dernière étape du Tour PACA Juniors à Saint-Bonnet-en-Champsaur.

## Palmarès
- 2014
  - 2e du championnat d'Afrique du Sud du contre-la-montre cadets
- 2015
  -  Champion d'Afrique sur route juniors
  -  Champion d'Afrique du contre-la-montre par équipes juniors
  -  Champion d'Afrique du Sud du contre-la-montre juniors
- 2016
  -  Champion d'Afrique du Sud du contre-la-montre juniors
- 2018
  - 3e du championnat d'Afrique du Sud du contre-la-montre espoirs
  - 3e du Tour de Maurice
- 2019
  - Champion du Cap-Occidental sur route[5]
  - 2e du championnat d'Afrique du Sud du contre-la-montre espoirs

## Classements mondiaux
| Année           | 2018 |
| --------------- | ---- |
| UCI Africa Tour | 252e |